# 川上操六
川上操六（1848年12月6日—1899年5月11日，嘉永元年11月11日－明治32年5月11日）日本軍人、華族。曾任日軍參謀總長、陸軍大將。從二位・勲一等・功二級・子爵。幼名宗之丞。與桂太郎、兒玉源太郎合稱「明治陸軍之三羽烏」。

## 經歷
薩摩藩藩士川上傳左衛門親德三子，鳥羽伏見之戰、戊辰戰争任薩摩藩10番隊小頭，戰後上京。
明治4年（1871年）4月，參加日本陸軍。同年7月，任陸軍中尉、御親兵第2大隊副。歷任近衛歩兵第3大隊長、近衛歩兵第2連隊大隊長、陸軍少佐。明治11年（1878年）12月任陸軍中佐、歩兵第13連隊長。明治13年（1880年）5月任歩兵第8連隊長。明治15年（1882年）2月任大佐、近衛歩兵第1連隊長。
明治17年（1884年），隨陸軍卿大山巖到歐美諸國視察兵制。歸國後，明治18年（1885年）任陸軍少將・參謀本部次長。明治20年（1887年）再次出國到德國學習。明治21年（1888年）歸國，明治22年（1889年）3月任参謀次長。明治23年（1890年）晉升陸軍中將。

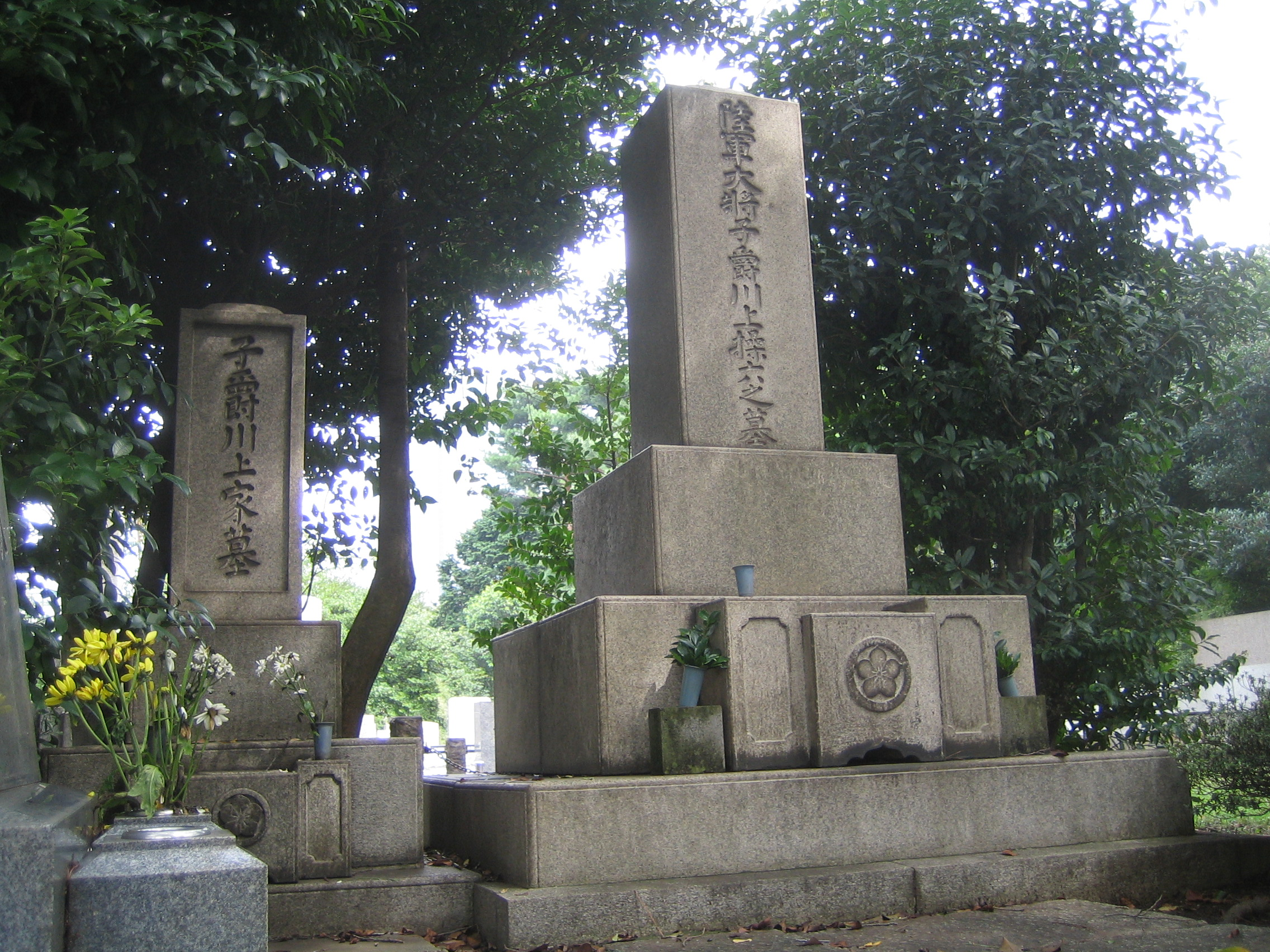
陸軍大將川上操六之墓

明治26年（1893年）到清國考察，同年10月就任参謀本部次長。甲午戰爭時任大本營陸軍上席參謀兼兵站總監。明治28年（1895年）3月任征清總督府參謀長。獲勲一等旭日大綬章・功二級金鵄勲章並受封為子爵。明治31年（1898年）1月就任参謀總長。同年9月任陸軍大將。翌年5月薨去。追封從二位、勲一等旭日桐花大綬章。安葬於東京都港區・青山霊園。

## 川上操六登場作品
坂上之雲——司馬遼太郎著

## 川上操六登場映像作品
- 夜会の果て（1997年）NHK，演員：森田順平
- 坂上之雲（2009年-2011年）NHK，演員：國村隼

## 著作
- 『印度支那視察大要』川上操六著、1897年

## 外部連結
- 國立國會圖書館 憲政資料室 川上操六關係文書
- 關係文書[永久]
- 關係文書[永久]